# 2020년 비트코인 열풍
2020년 비트코인 열풍은 2020년 비트코인의 가격이 폭등한 사건이다.

## 역사
2009년 1월 3일 태어난 세계 최초의 가상화폐 비트코인의 당시 시세는 0원이었다. 그 후로도 무려 1년 7개월간 ‘0원’ 굴욕을 당했던 비트코인은 2010년 8월 20일 처음으로 시세 0.06달러를 기록했다.
2018년 초 대폭락 이후 좀처럼 회복하지 못하던 비트코인 가격은 달러 가치가 떨어지고, 금과 같은 '대안자산'으로 주목받기 시작하면서 2020년 하반기부터 오르기 시작했다. 특히 2020년 11월부터는 상승세가 가팔라져서, 11월 말 2,000만원 선을 넘기면서 종전 최고가를 경신한 뒤로 3,000만원 고지까지 넘는데 약 40일밖에 걸리지 않았다.

## 코로나19
이번 비트코인 열풍은, 2017년과 달리, 코로나19의 영향을 받았다. 즉, 전세계적인 전염병 코로나19의 피해로, 각국의 경제가 무너졌으며, 특히 세계 최대 소비시장이자 경제대국인 미국의 경제가 크게 흔들렸다. 이에, 새로운 바이든 행정부는 대규모 경기부양책을 발표할 것이라고 대선 공약에서 밝혔고, 이는 미국 연방준비위원회에서 달러화를 마구 찍어낸다는 의미이며, 이렇게 달러화를 대량으로 찍어내면, 물가가 필연적으로 상승한다. 인플레이션이 발생한다. 비트코인은 디지털 골드, 즉, 금으로 취급되어 가는 경향이 있어서, 인플레이션인 물가상승은, 비트코인의 가격 상승으로 이어질 것이라는 분석이다.
더구나, IT 기업과는 친하지 않고 전통적인 제조업과 친하던 트럼프와는 달리, IT 기업의 지지로 정치를 하는 미국 민주당이 집권하였고, 그래서 바이든 행정부는 비트코인 전문가들이 많이 참여할 것이라고 보도되고 있어서, 이런 여러 가지 정황들이, 과거 2017년과는 다른데, 다만, 아직 비트코인이 제대로 정착되지는 않아서, 폭등, 폭락이 심하다는 문제가 있어서, 정확하게 상승추세를 이어갈 지, 아니면 2017년 폭등 직후 2018년 폭락을 다시 반복할 지는, 지켜봐야 할 대목이다.

## 디지털 금
JP모건은 최근 금시장에서 70억 달러의 자금 가운데 30억 달러가 비트코인 투자펀드로 유입됐다고 분석했다.
최근 비트코인은 금값 하락, 제로금리 여파로 투자자들에게 새로운 투자처로 각광받고 있다. JP모간은 2021년 1월 4일 분석노트에서 비트코인이 '대체' 통화로 금과 경쟁하면서 장기적으로 14만6000달러까지 오를 것으로 예상하기도 했다.
전 백악관 공보국장이자 헤지펀드 ‘스카이브리지 캐피탈’ 설립자인 앤서니 스카라무치는 최근 가상화폐에 투자하는 펀드를 출시했다. 스카라무치는 "비트코인은 금보다 저장하기 쉽고 훔치기는 어려우며 휴대도 더 간편하다"며 가상화폐가 새로운 가치 저장 수단이 될 수 있음을 강조했다.
2021년 1월 4일, 미국 헤지펀드 투자사 스카이브리지가 30억달러 규모 비트코인 투자 펀드를 출시했다고 밝혔다. 이 회사는 3100억달러 어치 비트코인을 보유하고 있는데 한 때 `리틀 트럼프`로 불렸던 도널드 트럼프 미국 대통령 측근인 앤서니 스카라무치 전 백악관 공보국장이 창업했다. 스카라무치는 "원래는 암호화폐에 매우 회의적이었지만 스탠리 드루켄밀러와 폴 튜더 존스 같은 분들이 비트코인에 투자하고 페이팔(PYPL, ▽0.97%)과 스퀘어(SQ, △1.58%)같은 핀테크업체들이 자사 플랫폼에 비트코인 거래를 들이는 것을 보고 마음이 점점 바뀌었다"면서 "지금 비트코인을 비롯한 암호화폐 시세 급등락이 심해 나도 손실을 볼 수 있지만 펀드들 포트폴리오에서 비트코인 노출 비중이 1%만 돼도 엄청난 확장이 될 것"이라는 생각을 밝혔다.
미국 경제뉴스 CNBC의 매드 머니(mad money) 진행자 짐 크레이머(Jim Cramer)가 "최근 비트코인은 상승하는 반면 금 가격은 하락하고 있다. 암호화폐 상승은 금(金)에 대한 대중의 무관심을 부분적으로 설명해준다"며 "이러한 현상은 BTC와 디지털 자산에 대한 주류의 생각이 바뀌었음을 보여준다"고 말했다. 그는 ‘정치적으로 혼란스러움에도 불구하고, 금 가격이 상승하지 않는 이유’를 묻는 질문에 “시장이 보기보다 혼란스럽지 않거나, 혹은 모든 돈이 암호화폐로 흘러가고 있기 때문”이라 답했다.
블록체인 투자사 해시드의 김성호 파트너는 "금이 장신구, 전자제품 등에서 실질적으로 쓰이는 경우도 있지만 대부분은 가치저장 수단으로 보유하고 있다. 금이 그만큼 가치가 있는 이유는 모두 가치저장 수단으로 믿기 때문이며 이런 측면에선 투기자산으로 볼 수 있다"며 "특히 비트코인은 디지털 세상에서 모든 사람들이 자신의 지갑에 비트코인 현물 자체를 보유할 수 있단 점에서 금보다 더 뛰어난 속성을 제공한다"고 판단했다. 그는 "지구 반대편으로 10분만에 전송할 수 있단 점에서 자산이 퍼지는 속도가 더 빠르다"며 "이런 속성들로 인해 성장이 계속될 것"이라고 분석했다.

## 바이든 행정부
2020년 11월 3일 진행된 미국 대선이 바이든의 승리로 확정된 직후, 비트코인에 대한 기대감은 더 높아지는 추세다. 가상자산 거래소 고팍스를 운영하는 이준행 스트리미 대표는 11월 10일 블로그를 통해 "바이든은 트럼프보다 친기업 성향이 약하고 법인 및 대주주들의 대한 증세를 할 것이기에 주식시장의 퍼포먼스가 떨어질 것"이라며 "넘쳐나는 돈의 저축 수요가 분산될 수 있고 대안으로 비트코인이 각광받을 수 있다"고 전망했다.
조 바이든 경제팀에는 암호화폐 옹호론자와 친(親)디지털화폐 인사들이 많이 포진하고 있다. 우선 암호화폐 분야에 정통한 게리 겐슬러 전 상품선물거래위원회 위원장이 은행 및 증권 규제를 검토하는 경제팀장으로 임명되었다. 이밖에도 디지털화폐와 블록체인 기술이 금융에 미칠 영향에 대해 연구하고 있는 MIT 슬론 경영대학원 사이먼 존슨 교수, 리브라 프로젝트 의회 청문회 증인으로 나섰던 조지타운대학교 국제경제법연구소 크리스 브루머 교수, 금융위원회 청문회에서 블록체인 및 가상자산 규제 프레임워크 필요성을 주장한 캘리포니아대 메흐사 바라다란 교수, ‘디지털 달러’ 개념의 창시자 중 한 사람인 레브 메난드 컬럼비아대 교수 등이 바이든 경제팀에 포진하고 있다. 가상화폐 투자자들이 비트코인의 미래를 밝게 보는 이유 중 하나다.

## 일론 머스크
2020년 테슬라의 주가가 8배나 폭등하면서, 테슬라 창업자 일론 머스크 회장이 제프 베이조스 아마존 CEO를 제치고 세계 1위 부자가 되었다.
2020년 12월 20일, 일론 머스크는 "생산적인 삶을 위해 비트코인 투자를 참고 있다"는 내용의 트윗을 게재했다. 이 글로 인해서 비트코인 가격이 급등했다.
2020년 10월, 라울 팔(Raoul Pal)이 "애플, 마이크로소프트(MS) 같은 업체가 5년 내 비트코인을 매수할 것"이라고 말했는데, 곧바로 일론 머스크가 비트코인 투자에 관심을 표시한 것이다.

## 기관투자자
최근 유입된 대표적인 기관투자자로는 스카이브리지캐피털, 매스뮤추얼, 구겐하임 등이 있다. 이 중 매스뮤추얼은 약 1억달러(약 1088억원)를 비트코인에 투자했다. 금융투자업계가 이번 상승장이 과거 2017년 비트코인 급등과 달리 일회성으로 끝나지 않을 것으로 전망하는 배경이다.
2020년 3월, '큰손 투자자'의 비트코인 참전(參戰)은 글로벌 헤지펀드 르네상스 테크놀로지의 짐 사이먼스 회장이 이끌었다. 3월 비트코인 투자를 시작한다고 선언하며 주목받았다.
영국 선데이 타임즈에 따르면 영국 내 투자회사인 러퍼사가 운용하고 있는 '러퍼 인베스트먼트 트러스트'라는 펀드가 펀드 수준 자산 가운데 2.7% 수준인 5억5000만파운드로 비트코인을 사들인 것으로 확인됐다.
2020년 12월 주요 기관투자자 유입 상황을 보면 △앤서니 스카라무치의 스카이브리지 캐피탈 2500만 달러(약 271억7500만 원) △매스뮤추얼 1억 달러(약 1087억 원) △구겐하임 50억 달러(약 5조4350억 원) △나스닥 상장 캐나다 핀테크기업 모고가 150만 달러(약 16억3050만 원)를 비트코인에 투자했다.
글로벌 투자은행 JP모건은 ‘JPM 코인’이란 이름의 가상화폐 도입을 위해 전담부서를 만들었고, 글로벌 자산운용사 피델리티는 2020년 8월 비트코인 펀드를 처음 출시했다. 세계 최대 자산운용사인 피델리티 인베스트먼트가 비트코인 펀드를 출시한 것도 가격 급등을 이끌었다.
또 나스닥 상장사인 소프트웨어 기업 마이크로스트래티지는 2020년 하반기에 회사가 보유한 현금성 자산의 약 80%를 비트코인으로 바꿨고, 중국인민은행은 세계 중앙은행 최초로 디지털 화폐 발행을 예고했다.
매스뮤추얼의 비트코인 투자가 이번 상승장의 결정적인 신호탄이 됐다. 170년이나 되는 보험회사가 1억 달러어치의 비트코인을 이미 구입했고 시장 상황을 봐 가며 더 구입하겠다고 했다. JP모간은 매스뮤추얼의 투자를 기관 투자의 본격 진입을 예고하는 사건이라고 평가했다.
2020년 5월, 폴 튜더 존스는 자신의 포트폴리오 가운데 2% 정도를 암호화폐에 투자하기로 했다고 밝혔다.
2020년 10월, 억만장자 헤지펀드 매니저인 폴 튜더 존스(Paul Tudor Jones)는 CNBC에 출연해 "비트코인을 보유하는 것은 애플 주식을 일찍 산 것과 같다"고 말했다. 미국계 헤지펀드 튜더 인베스트먼트의 창업자 폴 튜더 존스는 2020년 5월 개인 자산으로 1억 달러(약 1100억원)어치 비트코인을 매입했다. 전설적인 헤지펀드 매니저인 폴 튜더 존스도 "가상화폐는 이제 첫 이닝에 있으며 광범위한 양적완화 시대에 최고의 인플레이션 트레이드가 될 것"이라고 강조했다. 폴 튜더 존스는 헤지펀드 업계의 전설, 선구자로 불린다. 전세계 헤지펀드 업계의 양대 거물은 조지 소로스와 폴 튜더 존스이다. 폴 튜더 존스의 재산은 2019년 현재 약 50억 달러인 것으로 알려져 있다.
2020년 11월, 과거 전성기 '헤지펀드의 대부' 조지 소로스의 오른팔 역할을 했던 억만장자 투자자 스탠리 드러켄밀러가 "투자 포트폴리오에 비트코인을 담아두고 있다"고 밝혔다. 스탠리 드러켄밀러도 헤지펀드 업계의 전설로 불린다.
구겐하임은 전체 운용자산 규모 50억달러의 매크로펀드 가운데 최대 10%를 비트코인에 투자하고 있는 것으로 알려졌다.
나스닥 상장사인 소프트웨어 기업 마이크로스트래티지는 2020년 8~9월에 걸쳐 회사가 보유한 현금성 자산의 약 80%를 비트코인으로 바꿨다. 4억2500만달러를 들여 비트코인 3만8250개를 샀다. 이 회사 마이클 세일러 CEO는 “비트코인은 가치 저장 수단으로 가치가 높다. 장기 투자할 계획”이라고 밝혔다. 이후 비트코인 가격이 올라 이 회사의 부(富)는 폭발적으로 늘었다. 2020년 9월 150달러에 못 미쳤던 마이크로스트래티지 주가는 2020년 12월 300달러를 넘어섰다.

## 연기금
미국·유럽·일본의 연기금이 자산의 1%를 비트코인에 투입하면 6000억 달러어치의 비트코인 추가 수요가 발생할 것이라고 추정했다.

## 심리적 저항선
다수 암호화폐 애널리스트들은 비트코인이 10만 달러를 향해 상승하기 전 유일한 심리적 장벽은 5만 달러로 보고 있으며, 이 수준을 넘어서기까지 몇 주 또는 몇 개월 동안 여러차례 변동성이 이어지겠지만 일단 5만 달러 돌파에 성공하면 10만 달러로 가는 길에 가속도가 붙을 것으로 전망하고 있다.
세계 최대 암호화폐 대출기관인 런던의 넥소 관리 파트너이자 공동 설립자인 앤토니 트렌세프는 "비트코인이 2021년 1분기 내 5만 달러를 돌파할 것"이라고 예측했다.
블록체인 회사인 NEM의 니콜라스 펠레카노스 거래 책임자는 다음 달인 2021년 2월 발렌타인데이 전까지 비트코인이 개당 5만달러선을 돌파할 것이라고 전망했다.
2021년 1월 8일, 비트코인은 오전 3시10분(한국시간) 1비트코인당 가격이 전장보다 8.55% 급등한 4만402.46달러를 기록했다고 로이터통신이 보도했다.

## 기타 관련정보
2020년 7월, 미국 은행 규제 당국인 통화감독청(OCC)은 미국 은행의 가상화폐 수탁 서비스를 허용했다. 골드만삭스, 뱅크오브아메리카 등은 비트코인 투자에 관심 있는 VIP 고객을 선점하려고 관련 서비스를 준비하고 있다. 영국·독일·싱가포르·일본 등에서도 비슷한 움직임을 보이고 있다.
2020년 12월 17일, 미국의 가장 큰 가상화폐(암호화폐) 거래소인 코인베이스(Coinbase)가 상장을 추진 중이다. 코인베이스는 이날 증권거래위원회(SEC)에 상장을 신청했다. 향후 SEC의 심사를 거쳐 상장 절차가 진행될 것으로 보인다.
2020년 11월, 국민은행은 해치랩스, 해시트와 함께 디지털자산 관리기업인 한국디지털에셋(KODA)을 설립했다. 현행 은행법상 은행이 직접 가상자산을 수탁하는 업무는 불가능하기 때문에 투자형태로 사업을 시작한 것이다.
2021년 1월 7일, 신한은행은 디지털자산 관리 전문기업인 한국디지털자산수탁(KDAC)에 전략적 지분투자를 추진하기로 했다. 국민은행과 같이, 합작법인을 통한 비트코인 수탁서비스이다.
2021년 1월 8일, 금융권에 따르면 KB국민은행은 이달 말 합작법인 한국디지털에셋(KODA)을 통해 기업 대상 가상자산 수탁서비스를 출시하기로 했다.
2021년 1월 8일, 국내 최대 게임업체 넥슨의 창업자 김정주 대표가 국내 최대 가상화폐거래소 빗썸 인수를 추진하고 있다. 이정훈 빗썸홀딩스 의장 등이 가진 지분 약 65%를 내놓을 예정이라, 이를 인수하는 기업은 빗썸의 경영권을 갖게 된다. 인수가는 5천억원으로 알려졌다. 2017년 넥슨 지주사 NXC가 국내 최초 가상화폐 거래소 코빗의 지분을 60% 넘게 확보했고, 2018년 유럽 가상화폐 거래소인 비트스탬프도 인수했다.
테슬라에 초기 투자한 팀 드레이퍼는 "비트코인은 인터넷뿐만 아니라 철기 시대와 르네상스 이상의 기회"라고 주장했다. 일론 머스크 CEO와 함께 페이팔을 창업해 페이팔 마피아로 불리는 유명 벤처 투자자이자 기업가인 피터 틸은 "비트코인이 디지털 금으로 자리 잡을 수 있다"고 전망했다. 또 마이크로소프트 창업자 빌 게이츠는 비트코인이 화폐보다 낫다고 발언한 바 있다. 트위터와 스퀘어의 창업자 잭 도시는 "비트코인이 인터넷 기축 통화가 될 잠재력이 있다"고 예견했다.
빌 게이츠는 2014년에는 비트코인을 칭찬하다가 2018년 비트코인 폭락 때는 비난으로 돌아섰다.

## 전망
비트코인 관계자들은 비트코인이 2022년에 최대 25만 달러까지 오를 것으로 전망한다. 2021년 1월 7일, 4만달러를 돌파했다.
2020년 10월 15일, 라울 팔은 비트코인의 가격이 현재 약 1만1000달러(약 1260만원)에서 5년 안에 100만달러(약 11억4570만원)까지 기록할 수 있다는 파격적인 전망을 했다. 2010년 8월 20일 처음으로 시세 0.06달러를 기록해 거래가 시작되었는데, 15년이 지난 2025년에 1666만배 가격이 상승한 100만달러가 될 것이란 전망이다.
2020년 10월 21일, 억만장자 투자자이며 암호화폐 전문 자산운용사 갤럭시디지털의 CEO 마이크 노보그라츠(Mike Novogratz)는 자신의 트위터를 통해 "페이팔 뉴스는 올해 암호화폐 분야 최대 뉴스"라며 “모든 은행들이 이제 암호화폐 서비스 레이스를 벌일 것이다. 우리는 루비콘강을 건넜다”는 트윗을 날렸다. 앞서 그는 "기관투자자들의 암호화폐 시장 진입이 본격화 되면 비트코인 가격은 2~3년 뒤 5만 달러 이상에서 거래될 것"으로 전망했다. 그런데, 2021년 1월 7일, 4만달러를 돌파했다.
2020년 10월, 라울 팔(Raoul Pal)이 "애플, 마이크로소프트(MS) 같은 업체가 5년 내 비트코인을 매수할 것"이라고 말했다.
2020년 11월 5일, 암호화폐 헤지펀드 모건 크리크 디지털 에셋(Morgan Creek Digital Assets) 공동 창업자 제이슨 윌리엄스는 최근 노르웨이 블록 익스체인지(NBX)와 인터뷰에서 "비트코인은 대표적인 안전자산으로 입지를 굳혔다"며 "비트코인은 5년 이내에 가격이 1만7900% 상승해 100만~300만 달러에 이를 수 있다"고 밝혔다.
2020년 11월, 미국의 대형 은행인 씨티은행이 기관투자자를 대상으로 발행한 보고서가 유출되었다. 이 보고서는 비트코인 가격이 2021년 12월까지 개당 31만8000달러(약 3억6000만원)까지 오를 수 있다고 전망했다.
2020년 12월 16일, 구겐하임의 스콧 마이너드 최고투자책임자(CIO)는 희소성, 금과 같은 자산에 상대적인 가치를 지목하며 비트코인의 목표가로 40만 달러를 제시했다.
2020년 12월 17일, 골드만삭스 출신의 비트코인 강세론자인 라울 팔 글로벌 매크로 인베스터의 CEO는 트위터를 통해 "지금부터 1년 동안 10배 높은 가격을 볼 수 있을 것"이라며 "자산 수익률 측면에서 비트코인은 세계를 집어삼키고 있다"고 강조했다. 2021년 12월 목표 가격으로 25만 달러를 제시했다.

## 이더리움
세계 최초의 가상화폐는 비트코인이고, 현재 비트코인 다음의 2위가 이더리움이다. 다른 가상화폐가 많지만, 투자자들의 돈은 비트코인, 이더리움 양대 코인에 집중되고 있다.
2020년 비트코인은 4배, 이더리움은 6배 가격이 상승했다.
2020년 12월, 미국 구세군은 미국 전역에서 비트코인과 이더리움으로 기부를 받겠다고 발표했다. 즉, 비트코인 이외의 가상화폐를 알트코인이라고 부르는데, 알트코인의 1위인 이더리움은, 더 이상 알트코인으로 불리면 안된다고 할 정도로, 시가총액이 매우 크다. 그래서, 비트코인과 이더리움은 양대 코인이라고 부른다.
2020년 12월 11일, 암호화폐 미디어 크립토포테토에 따르면 리얼비전그룹(Real Vision Group) CEO 라울 팔(Raoul Pal)은 "10년 내로 이더리움이 비트코인을 넘어설 가능성이 있다"고 말했다. 그는 "비트코인은 결제 등 기능보다는 가치저장수단으로 인정받고 있는게 사실이다. 반면 이더리움은 다양한 자산이 이더리움에서 토큰화, 거래될 수 있도록 지원하는 등 기능이 보다 다양하다"고 설명했다.
2020년 1월1일 업비트에서 14만9150원(종가)에 거래된 이더리움은 1년 새 무려 9배 이상 성장했다. 2020년 테슬라의 주가가 8배 오르며 일론 머스크가 세계 1위 부자가 된 것과 비교할 수 있다.
업계는 가상자산 중 비트코인, 이더리움 두 코인 만큼은 주요 자산이 됐다고 보고 있다. 두 코인이 다른 전통자산들과 어깨를 나란히 하게 된 데에는 여러 가상자산으로 분산됐던 자금이 ‘양대 코인’으로 쏠린 영향이 있다.
최화인 금융감독원 블록체인발전포럼 자문위원은 "양적 완화에 따른 화폐가치의 실질 하락을 만회하기 위한 투자 상품으로서의 매력, 금보다 투명하고 접근성이 좋은 암호화폐의 특징 등으로 인해 연말까지 비트코인은 1억, 이더리움은 500만원까지 갈 것으로 본다"고 말했다.
2021년 1월 2일, 국내 최대 규모 가상자산(암호화폐) 벤처캐피털(VC) 해시드를 이끌고 있는 김서준 대표는 자사 블로그를 통해 '2021년 블록체인 & 암호화폐 시장 예측' 자료를 공개하며 올해 가상자산(암호화폐) 시장 관련 10가지 예측을 제시했다. 2020년에도 10가지 예측을 했는데, 거의 다 맞았다. 김 대표는 "언론에서는 주로 비트코인 가격에 주목했지만 사실 2020년 연초부터의 가격 변화를 보면 비트코인보다 이더리움이 더 많이 상승했다"고 말했다. 김 대표는 이더리움 초기에 투자를 해서 크게 성공해서, 회사를 창업했다. 2021년 이더리움이 신고가에 이를 것으로 예측했다. 종전 최고가는 2018년 1,432.88달러(210만원)이었는데, 2021년 1월 9일 140만원이다.
암호화폐 전문매체 코인데스크에 따르면 1억 달러 규모의 대형 이더리움 헤지펀드 '다르마(DARMA·Digital Asset Risk Management Advisors) 캐피탈'의 공동창업자인 앤드류 키즈(Andrew Keys)는 2021년 암호화폐 산업에 관한 예측 16가지를 제시하면서 "이더리움 가격이 올해 2,000달러까지 상승할 것"이라고 전망했다. "2020년 새로운 자산 유형으로 각광을 받은 비트코인에 이어 디앱(dapp), 디파이의 기반인 이더리움이 2021년의 주인공이 될 것"이라고 예측했다.
암호화폐 전문매체 크립토글로브에 따르면, 골드만삭스 임원을 역임한 리얼비전 그룹(Real Vision Group) 최고경영자(CEO) 라울 팔(Raoul Pal)은 "현재 이더리움의 가격을 바탕으로 이더리움이 비트코인의 이전 주기와 매우 일치하는 가격 움직일 보일 것으로 예측할 수 있다"면서, "이더리움이 이번 주기에 2만 달러 도달이 가능할 것"으로 내다봤다.

## 같이 보기
- 2017년 비트코인 열풍
- 2018년 비트코인 폭락